# Флавіо Коболлі
Флавіо Коболлі (італ. Flavio Cobolli, 6 травня 2002) — італійський тенісист.

## Фінали туру ATP

### Одиночний розряд: 3 (2 титули, 1 поразка)
| Легенда                      |
| ---------------------------- |
| Турніри Великого шлему (0–0) |
| Тур ATP Мастерс 1000 (0–0)   |
| Тур ATP 500 (1–1)            |
| Тур ATP 250 (1–0)            |

| Фінали за покриттям |
| ------------------- |
| Тверде (0–1)        |
| Ґрунт (2–0)         |
| Трава (0–0)         |

| Фінали за умовами |
| ----------------- |
| Під небом (2–1)   |
| У залі (0–0)      |

| Результат | В-П | Дата     | Турнір                 | Tier    | Покриття    | Опонент         | Рахунок       |
| --------- | --- | -------- | ---------------------- | ------- | ----------- | --------------- | ------------- |
| Поразка   | 0–1 | Лип 2024 | Washington Open, США   | ATP 500 | Тверде      | Себастьян Корда | 6–4, 2–6, 0–6 |
| Перемога  | 1–1 | Кві 2025 | Romanian Open, Румунія | ATP 250 | Ґрунт       | Себастьян Баес  | 6–4, 6–4      |
| Перемога  | 2–1 | Тра 2025 | Hamburg Open           | ATP 500 | Ґрунт (red) | Андрій Рубльов  | 6–2, 6–4      |